# Норматов, Олег Александрович
Олег Александрович Норматов (узб. Oleg Aleksandrovich Normatov; род. 4 сентября 1981 года, Ташкент, Узбекистан) — узбекский легкоатлет, специализирующийся в беге с барьерами на коротких дистанциях, член сборной Узбекистана. Участник Летних Олимпийских игр 2008 года, призёр Центральноазиатских игр.

## Карьера
С 2002 года начал выступать на международной арене. На международных соревнования по лёгкой атлетике в помещении в Китае на дистанции 60 метров с барьерами занял шестое место с результатом 8.34 секунд.
В 2003 году на Центральноазиатских играх в Душанбе (Таджикистан) на дистанции 110 метров с/б с результатом 14.55 секунд завоевал серебряную медаль.
В 2004 году в Бишкеке (Кыргызстан) на международном соревновании на призы Олимпийской чемпионки — Татьяны Колпаковой занял первое место на дистанции 110 метров с/б. В этом же году на международном соревновании «Мемориал Гусмана Косанова» в Алма-Ате (Казахстан) занял третье место на этой же дистанции. На Чемпионате Азии по лёгкой атлетике в помещении в Тегеране (Иран) на дистанции 60 метров с/б не смог преодолеть квалификацию.
В 2005 году на Чемпионате Узбекистана по лёгкой атлетике в помещении на дистанции 60 м с/б занял первое место с результатом 8.29 с в финале. Олег занял первые места на дистанции 110 метров с/б на Чемпионате Узбекистана, Чемпионате Казахстана и на международном соревновании «Мемориал Гусмана Косанова». В 2006 году он был первым на международном соревновании на призы Олимпийской чемпионки — Татьяны Колпаковой и на международном соревновании «Мемориал Гусмана Косанова».
В 2007 году снова занимает первые места на международном соревновании на призы Олимпийской чемпионки — Татьяны Колпаковой и на международном соревновании «Мемориал Гусмана Косанова», а также на Чемпионате Узбекистана. В этом же году принимает участие на Летних Всемирных военных играх в Индии, но выступил неудачно и в полуфинале показал результат 14.21 секунд, что не хватило для выхода в финал турнира.
В 2008 году на Кубке Узбекистана с результатом 14.09 с на дистанции 110 метров с/б занял первое место. В этом же году на двух этапах Гран-при Азии занимал третьи места. На XXIX Летних Олимпийских играх в Пекине (Китай) в квалификации на дистанции 110 м с/б бежал в шестом забеге, вместе с рекордсменом мира кубинским спринтером Дайроном Роблесом и показал результат 14.00 секунд. Однако этого не хватило, чтобы пройти в финальную часть турнира и Олег завершил выступление на Олимпиаде.
В 2009 году снова занимает первые места на Чемпионате Узбекистана и на международном соревновании на призы Олимпийской чемпионки — Татьяны Колпаковой, но уже результат намного ниже предыдущих лет и принимает решение завершить спортивную карьеру.
На начало 2021 года работает в Федерации лёгкой атлетике Узбекистана старшим тренером и исполнительным секретарём города Ташкента.